# سطوح سازمانیابی حیات

## سطوح سازمانیابی حیات
موجودات در دنیا به دو دسته زنده و غیر زنده تقسیم میشوند که موجودات زنده از نظر ساختار دارای رده بندی هستند که سلول کوچک ترین واحدعملکردی هر موجود زنده است
در حالت کلی سطوح سازمانیابی حیات به ۱۰ رده از کوچک به بزرگ تقسیم میشود...
۱- مولکول ها 
۲- اندامک ها
۳- سلول ها
۴- بافت ها 
۵- اندام ها 
۶- جانداران
۷- جمعیت ها
۸- اجتماعات
۹- اکوسیستم ها
۱۰- زیست کره